# Shampoo (film)
 (juillet 2022).
Si vous disposez d'ouvrages ou d'articles de référence ou si vous connaissez des sites web de qualité traitant du thème abordé ici, merci de compléter l'article en donnant les références utiles à sa vérifiabilité et en les liant à la section « Notes et références ».
Pour les articles homonymes, voir Shampoo.
Pour plus de détails, voir Fiche technique et Distribution.
Shampoo est un film américain réalisé par Hal Ashby, sorti 1975, mettant en scène dans les principaux rôles Warren Beatty, Julie Christie, Goldie Hawn et Lee Grant.

## Synopsis
Shampoo se déroule sur une période de vingt-quatre heures en 1968 à Beverly Hills, à la veille de l'élection qui verra l'accession de Richard Nixon à la présidence américaine. George Roundy (Warren Beatty) est un coiffeur extrêmement séduisant, qui use de son charisme et de ses compétences professionnelles pour rencontrer et séduire de nombreuses femmes, parmi lesquelles sa petite amie Jill (Goldie Hawn). Malgré cela, George n'est pas satisfait de sa vie professionnelle ; il estime en effet que son rang actuel d'employé chez un coiffeur de seconde zone ne correspond pas à ses capacités réelles, et rêve de monter son propre salon de coiffure.

## Fiche technique
- Réalisation : Hal Ashby
- Scénario : Robert Towne et Warren Beatty
- Production : Warren Beatty
- Photographie : László Kovács
- Montage : Robert C. Jones assisté de Don Zimmerman
- Son : Robert Glass, Robert Knudson, Dan Wallin et Frank Warner
- Direction artistique : Richard Sylbert et W. Stewart Campbell
- Décors : George Gaines
- Costumes : Anthea Sylbert
- Musique : Paul Simon
  - Conseil musical : Phil Ramone
  - Orchestration : Patrick Williams
- Cascades : Craig R. Baxley et Jerry Brutsche (non crédités)[réf. nécessaire]
- Sociétés de production : Columbia Pictures, Persky-Bright / Vista et Rubeeker Films
- Société de distribution : Columbia Pictures
- Pays de production :  États-Unis
- Langue originale : anglais
- Format : couleur (Technicolor) — 35 mm — 1,85:1 — mono
- Genre : comédie dramatique
- Durée : 109 minutes
- Dates de sortie :
  - États-Unis : 13 mars 1975
  - France : 23 juillet 1975
  - Belgique : 11 mars 1976

## Distribution
- Warren Beatty (VF : Jean-Pierre Cassel) : George Roundy
- Julie Christie (VF : Perrette Pradier) : Jackie Shawn
- Goldie Hawn (VF : Annie Sinigalia) : Jill Haynes
- Lee Grant (VF : Jacqueline Porel) : Felicia Karpf
- Jack Warden (VF : Jean Berger) : Lester Karpf
- Tony Bill (VF : Pierre Arditi) : Johnny Pope
- George Furth (VF : Jean-Claude Michel) : M. Pettis
- Jay Robinson (VF : Jean Topart) : Norman
- Luana Anders (VF : Joëlle Janin) : Devra
- Randy Scheer : Dennis Lolly
- Susanna Moore : Gloria
- Carrie Fisher (VF : Béatrice Delfe) : Lorna Karpf
- Mike Olton (VF : Jacques Ebner) : Ricci
- Richard E. Kalk : l'inspecteur Younger
- William Castle : Sid Roth
- Brad Dexter (VF : Michel Bardinet) : le sénateur East
- Doris Packer (VF : Marie Francey) : Rozalind
- Ann Weldon (VF : Paule Emanuele) : Mary, la shampouineuse
- Ronald Dunas (VF : Jean Violette) : Nate
- George Justin (VF : Jean-François Laley) : le producteur
- Brunetta Barnett (VF : Paule Emanuele) : Mona, la domestique de Jill
- Howard Hesseman : Red Dog
- Andrew Stevens : un jeune homme
- Colleen Brennan : la femme peinte (créditée Sharon Kelly)
- Cyndi Wood : une cliente du salon

### Non crédités
- Susan Blakely : une fille dans la rue
- Michelle Phillips : une fille à la fête
- Robert Towne : un invité à la fête
- Deb Edwards : Southern Belle

## Bande sonore
- Wouldn't It Be Nice des Beach Boys
- I'm a Believer des Monkees
- It Might as Well Rain Until September de Carole King
- Don't Say Nothin' Bad (About My Baby) des Cookies
- Spanish Flea de Herb Alpert & The Tijuana Brass
- Sgt. Pepper's Lonely Hearts Club Band, Lucy in the Sky with Diamonds et Yesterday des Beatles
- Mr. Soul de Buffalo Springfield
- Plastic Fantastic Lover et Good Shepherd de Jefferson Airplane
- Manic Depression de Jimi Hendrix
- Silent Eyes de Paul Simon[1]

## Analyse
Le film se déroule en 1968, la nuit précédant la première élection de Richard Nixon à la Maison-Blanche, et est sorti en salle au moment même du dénouement du scandale du Watergate. L'arrière-plan politique du film provoque d'ailleurs une situation ironique, puisque les spectateurs, contrairement aux personnages du film, étaient en mesure de juger sur pièces l'issue de la présidence de Nixon. Le thème principal du film n'est cependant pas d'ordre politique mais relève plutôt de l'étude de mœurs : le film est particulièrement renommé pour la satire féroce qu'il présente des mœurs sexuelles et sociales de la fin des années 1960.
Le personnage principal, un coiffeur séduisant incarné par Warren Beatty, est considéré comme une adaptation moderne du personnage de Horner dans la pièce de théâtre de la Restauration anglaise, La Provinciale. Par ailleurs, Carrie Fisher, dans une brève apparition, fait ses débuts à l'écran : elle incarnera deux ans plus tard le personnage de la Princesse Leia dans la saga à succès Star Wars.

## Accueil du public

### Oscars
Shampoo reçoit un Oscar en 1976 pour la meilleure actrice dans un second rôle attribué à Lee Grant. 
Il est également nommé pour trois autres Oscars : 
- Oscar du meilleur acteur dans un second rôle : Jack Warden
- Oscar du meilleur scénario original : Robert Towne et Warren Beatty
- Oscar de la meilleure direction artistique

### Golden Globes
Aux Golden Globes, Shampoo est nommé pour les catégories :
- Meilleur film musical ou comédie
- Meilleur acteur dans un film musical ou une comédie : Warren Beatty
- Meilleure actrice dans un film musical ou une comédie : Julie Christie
- Meilleure actrice dans un film musical ou une comédie : Goldie Hawn
- Meilleure actrice dans un second rôle : Lee Grant